# Parapercis snyderi
Parapercis snyderi là một loài cá biển bản địa vùng biển ngoài khơi phía bắc Australia và Indonesia. tên cự thể của loài vinh danh nhà nghiên cứu sinh vật học John Otterbein Snyder người đã thu thập mẫu vật với David Starr Jordan, một trong những người đã cùng mô tả loài này, tại Nagasaki.